# Leclercera machadoi
Leclercera machadoi là một loài nhện trong họ Ochyroceratidae. Loài này phân bố ở Nepal.